# 田中誠二 (厚生労働官僚)
田中 誠二（たなか せいじ、1964年〈昭和39年〉1月19日 - ）は、日本の労働・厚生労働官僚。

## 来歴
愛媛県新居浜市出身。愛媛県立新居浜西高等学校を経て、1987年（昭和62年）3月、京都大学法学部を卒業。
1986年（昭和61年）10月に国家公務員採用Ⅰ種試験（法律）に合格。翌年4月、労働省に入省し、労働基準局監督課に配属。
職業安定局雇用政策課課長補佐、職業能力開発局総務課課長補佐、厚生労働省政策統括官付労政担当参事官室調査官、労働基準局総務課労働保険審査会事務室長、労働基準局労災補償部補償課長、労働基準局労働条件政策課長、職業安定局雇用保険課長、 厚生労働省大臣官房参事官（人事担当）、厚生労働省大臣官房人事課長などを歴任。途中兵庫県、長野県、農林水産省、労働政策研究・研修機構に出向し、長野県社会部職業安定課長、農林水産省大臣官房参事官、労働政策研究・研修機構総務部長などを務めた。
2016年（平成28年）6月21日、厚生労働省労働基準局安全衛生部長に就任。
2018年（平成30年）7月31日、厚生労働省大臣官房審議官（労働条件政策・賃金担当）に就任。
2019年（令和元年）7月9日、厚生労働省大臣官房総括審議官に就任。
2020年（令和2年）8月7日、厚生労働省職業安定局長に就任。新型コロナウイルス感染症の感染拡大に伴う経済活動の低下に際し、雇用調整助成金の拡充等による雇用の維持、産業雇用安定センターの活用等による失業の予防、公共職業安定所における相談体制の強化等による再就職の支援、地域障害者職業センターにおける配置転換等に関する支援などを実施した。
2023年（令和5年）7月4日、厚生労働審議官に就任。

## 年譜
- 1986年（昭和61年）10月 - 国家公務員採用Ⅰ種試験（法律）に合格[1]
- 1987年（昭和62年）
  - 4月 - 労働省入省[1]
  - 4月 - 労働基準局監督課[1]
- 1988年（昭和63年）4月 - 兵庫県労働部職業安定課[1]
- 1989年（平成元年）4月 - 労働省職業安定局雇用保険課[1]
- 1994年（平成6年）7月 - 労働省大臣官房総務課[1]
- 1995年（平成7年）7月 - 労働省職業安定局雇用政策課建設・港湾対策室長補佐[1]
- 1996年（平成8年）4月 - 長野県社会部職業安定課長[1]
- 1998年（平成10年）4月 - 労働省職業安定局雇用政策課長補佐[1]
- 1999年（平成11年）7月 - 労働省職業安定局高齢・障害者対策部企画課長補佐[1]
- 2000年（平成12年）6月 - 労働省職業能力開発局能力開発課長補佐[1]
- 2001年（平成13年）1月 - 厚生労働省職業能力開発局総務課長補佐[1]
- 2003年（平成15年）7月 - 厚生労働省政策統括官付労政担当参事官室調査官[1]
- 2004年（平成16年）7月 - 厚生労働省労働基準局総務課労働保険審査会事務室長[1]
- 2007年（平成19年）8月 - 農林水産省大臣官房参事官（併）経営局[1]
- 2008年（平成20年）8月 - 農林水産省大臣官房参事官（併）生産局[1]
- 2009年（平成21年）7月 - 厚生労働省労働基準局労災補償部補償課長[1]
- 2010年（平成22年）8月 - 厚生労働省労働基準局労働条件政策課長[1]
- 2012年（平成24年）9月 - 独立行政法人労働政策研究・研修機構総務部長[1]
- 2014年（平成26年）
  - 5月 - 厚生労働省職業安定局雇用保険課長[1]
  - 7月 - 厚生労働省大臣官房参事官（人事担当）[1]
- 2015年（平成27年）10月 - 厚生労働省大臣官房人事課長[1]
- 2016年（平成28年）6月 - 厚生労働省労働基準局安全衛生部長[1][5]
- 2018年（平成30年）7月 - 厚生労働省大臣官房審議官（労働条件政策・賃金担当）[6][7]
- 2019年（令和元年）7月 - 厚生労働省大臣官房総括審議官[6][8]
- 2020年（令和2年）8月 - 厚生労働省職業安定局長[4]
- 2023年（令和5年）7月 - 厚生労働審議官[3]
- 2025年（令和7年）7月1日 - 厚生労働省人材開発統括官事務取扱[11]